# Condado de Tallapoosa
El condado de Tallapoosa es un condado de Alabama, Estados Unidos. Tiene una superficie de 1984 km² y una población de 41 475 habitantes (según el censo de 2000). La sede de condado es Dadeville.

## Historia
El Condado de Tallapoosa se fundó el 18 de diciembre de 1832.

## Geografía
Según la Oficina del Censo de los Estados Unidos el condado tiene un área total de 1984 km², de los cuales 1859 km² son de tierra y 125 km² de agua (6,30%).

### Principales autopistas
- U.S. Highway 280
- State Route 22
- State Route 49
- State Route 50
- State Route 63

### Condados adyacentes
- Condado de Clay (norte)
- Condado de Randolph (noreste)
- Condado de Chambers (este)
- Condado de Lee (sureste)
- Condado de Macon (sur)
- Condado de Elmore (suroeste)
- Condado de Coosa (oeste)

### Ciudades y pueblos
- Alexander City
- Camp Hill
- Dadeville
- Daviston
- Goldville
- Jacksons' Gap
- New Site
- Tallassee (parcialmente - Parte de Tallassee se encuentra en el Condado de Elmore)
- Reeltown

## Demografía
| Población histórica Año Población ±% 1900 29 675 — 1910 31 034 +4.6 % 1920 29 744 −4.2 % 1930 31 188 +4.9 % 1940 35 270 +13.1 % 1950 35 074 −0.6 % 1960 35 007 −0.2 % 1970 33 840 −3.3 % 1980 38 676 +14.3 % 1990 38 826 +0.4 % 2000 41 475 +6.8 % |           |         |
| Población histórica |           |         |
| Año | Población | ±%      |
| 1900 | 29 675    | —       |
| 1910 | 31 034    | +4.6 %  |
| 1920 | 29 744    | −4.2 %  |
| 1930 | 31 188    | +4.9 %  |
| 1940 | 35 270    | +13.1 % |
| 1950 | 35 074    | −0.6 %  |
| 1960 | 35 007    | −0.2 %  |
| 1970 | 33 840    | −3.3 %  |
| 1980 | 38 676    | +14.3 % |
| 1990 | 38 826    | +0.4 %  |
| 2000 | 41 475    | +6.8 %  |